# Rinchenia

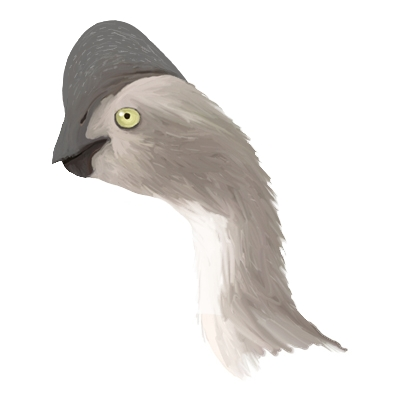
Rinchenia mongoliensis

Rinchenia mongoliensis is een theropode dinosauriër, behorend tot de groep van de Oviraptorosauria, die tijdens het late Krijt leefde in het gebied van het huidige Mongolië.

## Vondst en naamgeving
Op de Altan Uul II-vindplaats werd een skelet van een oviraptorosauriër gevonden. De precieze locatie en geologische laag zijn tegenwoordig onbekend.
In 1986 benoemde Rinchen Barsbold een nieuwe soort van Oviraptor: Oviraptor mongoliensis. De soortaanduiding verwijst naar Mongolië als vindplaats. Later kwam men tot de conclusie dat het om een sterk afwijkende vorm ging. In 1997 meldde Barsbold in een boek hiervoor de naam "Rinchenia" maar zonder een beschrijving zodat het een nomen nudum bleef. In 2004 gaf Halszka Osmólska in The Dinosauria alsnog een korte beschrijving zodat zij de naamgever werd van het geslacht Rinchenia dat Barsbold eert.
Het holotype, GI 100/32A, is gevonden in lagen van de Nemegtformatie die dateert uit het vroege Maastrichtien, ongeveer zeventig miljoen jaar oud. Het bestaat uit een gedeeltelijk skelet met schedel en onderkaken. Het omvat dertien halswervels, nekribben, ruggenwervels, zes of zeven sacrale wervels, drieëntwintig staartwervels, de schoudergordel, het vorkbeen, een borstbeen, een rechtervoorpoot zonder hand, een darmbeen, de bovenkanten van schaambeen en zitbeen, een rechterdijbeen, een rechterscheenbeen, een rechterkuitbeen, en delen van de rechtervoet. In geen van de publicaties over het dier wordt het gedetailleerd beschreven. Verder zijn er nooit fossielen aan Rinchenia toegeschreven.

## Beschrijving

### Grootte en onderscheidende kenmerken
Rinchenia is een middelgrote en lichtgebouwde oviraptoride. In 2010 schatte Gregory S. Paul de lichaamslengte op 1,7 meter, het gewicht op vijfentwintig kilogram. 
Als eerste gaf Gregory Fulton in 2017 een lijst van onderscheidende kenmerken. Verschillende daarvan zijn autapomorfieën die niet met andere soorten gedeeld worden. De schedel draagt een hoge gewelfde kam die voornamelijk bestaat uit de neusbeenderen. Het quadratojugale en  het jukbeen raken elkaar in een zigzaglijn. Het darmbeen is naar voren verhoogd. Het vlak op de onderste achterzijde van het dijbeen wordt overhangen door de binnenste onderste gewrichtsknobbel zodat een tunnelvormig peeskanaal ontstaat.

### Skelet
De schedel heeft een lengte van 159 millimeter. De kop kenmerkt zich door een enorme afgeronde en hoge schedelkam, voornamelijk een uitgroei van de neusbeenderen met het hoogste punt boven het traanbeen. De kam is voorzien van een naar achteren gelegen verticaal georiënteerd traanvormig foramen maar heeft verder geen accessoire openingen in de zijkant. Intern heeft de kam een raatvormige structuur met vele kleine luchtholten. Naar achteren loopt de kam uit tot boven de wandbeenderen. Naar voren gaat hij geleidelijk over in de iets naar achteren hellende praemaxillae die vooraan een licht hol profiel hebben. De basis van de kam is overdwars breed. De voorhoofdsbeenderen zijn hoger dan breed en vormen een deel van de achterste basis van de kam. Van het postorbitale loopt de "voorste" tak, richting voorhoofdsbeen, in feite verticaal omhoog in het verlengde van de onderste tak richting jukbeen. De oogkas is tamelijk klein. De wandbeenderen zijn ten dele naar boven gericht om de achterste basis van de kam te ondersteunen, wat de bovenste slaapvensters naar boven en buiten richt. Het squamosum vormt de wat dikkere onderrand van het bovenste slaapvenster en meteen de bovenrand van het grote rechthoekige onderste slaapvenster. Het jukbeen is staafvormig. 
De tandeloze onderkaak, in het midden sterk naar boven toe verbreed, heeft een hoekig bovenprofiel. De onderste achterste tak van het dentarium loopt ver door naar achteren tot voorbij het grote buitenste kaakvenster. Het angulare maakt geen deel uit van het retroarticulair uitsteeksel. Samen vormen de onderkaken in bovenaanzicht een smalle rechte structuur. Onder hun voorste symfyse bevindt zich een duidelijke "kin".
In de nek is het intercentrum van de draaier niet vergroeid met het pleurocentrum hoewel verder de beennaden wel gesloten zijn. Bij de ruggenwervels zijn de hypapofysen, de verdikkingen van de onderste voorkanten, afgerond. Volgens Osmólska zijn er zes sacrale wervels en tweeëndertig staartwervels. In feite is de staartpunt niet bewaardgebleven en is het onbekend of er een pygostyle was, vergroeiing van de uiterste staartwervels. De onderste chevrons zijn plaatvormig.
Het bandvormige schouderblad is niet vergroeid met het ravenbeksbeen. Het achterste onderste uitsteeksel van het ravenbeksbeen is recht. Bij het opperarmbeen neemt de deltopectorale kam naar beneden toe geleidelijk in breedte af.
Het darmbeen is bol en hoog; het grote voorblad loopt vooraan diep naar onderen uit in een scherpe punt. Het heeft een korte maar hoge groeve in de onderzijde van het achterblad als aanhechting voor een staartspier, de Musculus caudofemoralis brevis. Het achterblad is even lang maar slechts half zo hoog als het voorblad.
Bij het dijbeen, 307 millimeter lang, liggen de trochanter minor en de trochanter major dicht opeen gedrukt tot een lage verticale kam. Het scheenbeen is zevenendertig centimeter lang. De voetklauwen zijn klein en sterk gekromd.

## Fylogenie
Osmólska plaatste Rinchenia in de Oviraptoridae als zustersoort van een klade die Citipati osmoslkae en Citipati sp. omvat, in de engere Oviraptorinae.